# 蘇南佩區
13°25′38″S 76°09′51″W / 13.4273°S 76.1643°W
蘇南佩區（西班牙語：Distrito de Sunampe）是秘魯的一個區，位於該國中南部伊卡大區的欽查省，始建於1944年12月22日，面積16.8平方公里，海拔高度76米，2005年人口21,815，人口密度每平方公里1,300人。